# Keltern
Keltern est une commune allemande en Bade-Wurtemberg, située dans l'arrondissement d'Enz. Elle se trouve à la limite nord de la Forêt-Noire, situé entre 190 et 270 mètres de hauteur, près de la ville de Pforzheim (8 km) et de la grande ville de Karlsruhe (25 km).
La commune de Keltern réunit cinq quartiers : Dietenhausen (348 habitants), Dietlingen (3895 habitants), Ellmendingen (2 487 habitants), Niebelsbach (877 habitants) et Weiler (1 439 habitants), qui correspondent aux communes anciennes de même nom. La commune fut formée le 30 mars 1972 par l'union des communes de Dietlingen, Ellmendingen, Niebelsbach et Weiler ; la commune de Dietenhausen était déjà rattachée administrativement à Ellmendingen, depuis le 1er juillet 1971. Ellmendingen est le chef-lieu de la commune. Le mot Keltern peut être traduit par pressoir, qui est repris dans le blason.

## Personnalités liées à la commune
- Johannes Kepler (1571-1630), astronome réputé, y a séjourné pendant son enfance. Ses parents tinrent L'auberge du soleil de 1579 à 1584 à Ellmendingen.